# 赤岸镇 (义乌市)
赤岸镇，中国浙江省金华市义乌市下辖的一个镇。

## 辖区
该镇辖有：	赤岸居委会蒋坑村、盆塘村、柏峰村、后山村、溪西村、巽村、塘边村、胡坑里村、大新屋村、雅端村、江头村、东朱村、石城村、乔亭村、薛村、乔溪村、楼仓村、环院村、上谷村、黄路村、鱼曹头村、南青口村、下八石村、上八石村、神坛村、大树下村、午山干村、下前旺村、雅治街村、赤岸一村、赤岸二村、赤岸三村、赤岸四村、南深塘村、田沿村、新樟村、南杨村、山盆村、上吴村、里城村、晓丰村、井潭村、杨盆村、丫溪村、胡陈村、尚阳村、前川村、朱店村、湾塘村、五柳村、莱山村、大桥村、官余村、青坑村、古寺村、慈溪村、羊印村、止方村、后金宅村、下水碓村、下清溪村、上清溪村、石牛栏村、大门里村、三丫塘村、三角毛店村、